# Parafia św. Kazimierza w Zakrzewie
Parafia Świętego Kazimierza w Zakrzewie – parafia rzymskokatolicka, znajdująca się w archidiecezji poznańskiej, w dekanacie zbąszyńskim.